# 2MASS J15024082+6138158
2MASS J15024082+6138158 ist etwa 300 Lichtjahre von der Erde entfernter Brauner Zwerg im Sternbild Drache. Das Objekt gehört der Spektralklasse L1 an und wurde 2002 von Suzanne L. Hawley et al. entdeckt.